# یواس‌اس موریس (دی‌دی-۲۷۱)
یواس‌اس موریس (دی‌دی-۲۷۱) (به انگلیسی: USS Morris (DD-271)) یک کشتی بود که طول آن ۹۵٫۸۳ متر (۳۱۴٫۴ فوت) بود. این کشتی در سال ۱۹۱۹ ساخته ‌شد.